# 266710 Pedrettiadriana
266710 Pedrettiadriana este o planetă minoră (asteroid) din centura de asteroizi. A fost descoperită pe 31 august 2009 la Haleakalā Observatory⁠(d) de . 
Obiectul prezintă o orbită caracterizată de o semiaxă mare de 3,1422906506923 UAi, o excentricitate de 0,15534292793826, o înclinație de 9,849871644266 ° în raport cu ecliptica.